# Club Nàutic de la Vila Joiosa
El Club Nàutic de la Vila Joiosa és un club nàutic que se situa a la Vila Joiosa, a la comarca de la Marina Baixa (País Valencià). Compta amb 200 amarratges esportius i 130 amarratges per a pesca, per a una eslora màxima permesa de 20 metres. El seu calat en bocana és de 7 m. Compta amb el distintiu de Bandera Blava des de 1995. Compta amb servei de combustible, aigua, electricitat, travelift 35 Tn. i grua.

## Distàncies a ports propers
- Club Nàutic del Campello 8 mn
- Reial Club de Regates d'Alacant 20 mn
- Port de Tabarca 27 mn
- Club Nàutic de Benidorm 6 mn
- Club Nàutic d'Altea 14 mn.